# 社會黨國際
社會黨國際（英語：Socialist International，縮寫为SI）是一個由世界各國的社会党（包括社會民主主義政黨和民主社會主義政黨）組成的國際政黨組織。该组织的名稱取自原來的社會主义國際，即成立於1889年的第二國際。
第一次世界大戰的爆發导致第二國際瓦解。战后，原第二国际的左、中、右三派分别建立第三国际、维也纳国际和伯尔尼国际。1923年，伯尔尼国际与维也纳国际合并为社会主义工人国际，是为社會黨國際的前身。1940年，社会主义工人国际因第二次世界大戰爆发而停止运作。
現今的社會黨國際於第二次世界大戰結束後成形，于1951年6月3日正式成立，成員主要是歐洲地區受納粹壓迫的社會民主主義與民主社會主義政黨。1970年代中后期，葡萄牙和西班牙從獨裁政体转型為民主政體時，社會黨國際支援兩國的社會民主黨重建。另外，在1976年的日內瓦大會之前，社會黨國際只有少數歐洲以外国家的成員，且在拉丁美洲没有影響力。1990年代初冷战结束后，社會黨國際吸收一批左翼民族主义政党（如尼加拉瓜的桑地诺民族解放阵线）和后共产主义政党（如意大利的左翼民主党）加入。
2013年，社会党国际内部发生严重分裂，大部分欧美成员党另参与组建进步联盟，并拒绝向社会党国际缴纳会费，这些党有的后来补缴，有的则因长期拒缴会费被社会党国际降低成员级别甚至开除。
目前，社會黨國際有各類成員黨和組織132個，是世界上最大的國際政黨組織。

## 歷任主席
- 1951年—1957年：摩根·菲利普斯（英语：Morgan Phillips）（英国工党）
- 1957年—1962年：阿尔辛·安德森（丹麦社会民主联盟）
- 1963年：埃里希· 奥伦豪尔（英语：Erich Ollenhauer）（德国社会民主党）
- 1964年—1976年：布鲁诺·皮特曼（英语：Bruno Pittermann）（奥地利社会党）
- 1976年—1992年：维利·勃兰特（德国社会民主党）
- 1992年—1999年：皮埃尔·莫鲁瓦（法国社会党）
- 1999年—2005年：安东尼奥·古特雷斯（葡萄牙社会党）
- 2006年—2022年：乔治·帕潘德里欧（泛希腊社会主义运动 → 民主社会主义者运动）
- 2022年至今：佩德罗·桑切斯（西班牙工人社会党）

## 成员

### 正式成员
- 阿尔巴尼亚 阿尔巴尼亚社会党
- 阿尔及利亚 社会主义力量阵线
- 安道尔 社会民主党
- 安哥拉 安哥拉人民解放运动
- 阿根廷 激进公民联盟
- 亞美尼亞 亚美尼亚革命联盟

2023年10月，社会党国际正式成员分布图，深紅色區域表示由社會黨國際正式成員執政或参政的國家。

- 白俄羅斯 白俄罗斯社会民主党（人民大会）
- 比利时 社会党
- 玻利维亚 全国团结阵线（英语：National Unity Front）
- 波斯尼亚和黑塞哥维那社会民主党
- 巴西 民主工党
- 保加利亚 保加利亚社会民主人士党
- 保加利亚 保加利亚社会党
- 布吉納法索 争取进步人民运动（英语：People's Movement for Progress）
- 喀麦隆 社会民主阵线（英语：Social Democratic Front (Cameroon)）
- 佛得角非洲独立党
- 中非 争取中非人民解放运动（英语：Movement for the Liberation of the Central African People）
- 争取民主和革新全国联盟（英语：National Union for Democracy and Renewal）
- 智利 争取民主党
- 智利 智利激进党（英语：Radical Party of Chile (2018)）
- 智利 智利社会党
- 哥伦比亚 哥伦比亚自由党
- 民族解放党
- 克罗地亚社会民主党
- 賽普勒斯 EDEK社会党
- 北賽普勒斯 共和土耳其党
- 北賽普勒斯 公共民主党
- 捷克 社会民主党
- 刚果（金） 民主与社会进步联盟
- 多米尼加革命党
- 赤道几内亚 争取社会民主主义融合（英语：Convergence for Social Democracy (Equatorial Guinea)）
- 芬兰 芬兰社会民主党
- 法國 社会党
- 全国民主大会
- 希腊 泛希社运—争取变革运动
- 全国希望联盟
- 几内亚 几内亚人民联盟（英语：Rally of the Guinean People）
- 海地 海地社会民主人士融合（英语：Fusion of Haitian Social Democrats）
- 海地 争取海地进步社会民主大会
- 匈牙利 匈牙利社会党
- 印度 印度国民大会党
- 伊拉克 库尔德斯坦爱国联盟
- 以色列 民主党
- 義大利 意大利社会党
- 牙买加 人民民族党
- 日本 社会民主党
- 全国社会民主党（英语：Nationwide Social Democratic Party）
- 社会民主党
- 黎巴嫩 进步社会党
- 立陶宛 立陶宛社会民主党
- 盧森堡 卢森堡社会工人党
- 马里争取民主联盟（英语：Alliance for Democracy in Mali）
- 为了马里联盟（英语：Rally for Mali）
- 馬爾他 工党
- 毛里塔尼亚 民主力量联盟（英语：Rally of Democratic Forces）
- 模里西斯 工党
- 模里西斯 毛里求斯战斗运动
- 墨西哥 革命制度党
- 摩尔多瓦 欧洲社会民主党
- 蒙古 蒙古人民党
- 蒙特內哥羅 黑山社会主义者民主党
- 蒙特內哥羅 黑山社会民主党
- 摩洛哥 人民力量社会主义联盟
- 莫桑比克 莫桑比克解放阵线党
- 纳米比亚 纳米比亚人组党
- 尼泊尔 尼泊尔大会党
- 尼日尔 尼日尔争取民主和社会主义党
- 巴基斯坦 巴基斯坦人民党
- 巴勒斯坦 巴勒斯坦民族解放运动
- 巴拿马 民主革命党
- 巴拉圭 进步民主党（英语：Progressive Democratic Party (Paraguay)）
- 秘魯 美洲人民革命联盟
- 菲律賓 菲律宾民主社会党（英语：Partido Demokratiko Sosyalista ng Pilipinas）
- 葡萄牙 社会党
- 波多黎各 波多黎各独立党
- 羅馬尼亞 社会民主党
- 圣马力诺 社会主义者和民主人士党
- 塞内加尔 塞内加尔社会党
- 斯洛伐克 方向—社会民主党
- 南非 非洲人国民大会
- 西班牙 西班牙工人社会党
- 突尼西亞 争取工作与自由民主论坛
- 土耳其 共和人民党
- 乌拉圭 广泛社会民主空间（西班牙语：Espacio Socialdemócrata Amplio）
- 委內瑞拉 新时代（英语：Un Nuevo Tiempo）
- 委內瑞拉 民主行动
- 委內瑞拉 人民意志
- 葉門 也门社会党

### 咨询黨
- 博茨瓦纳民主党
- 刚果（金） 卢蒙巴主义统一党
- 争取民主革新和发展运动（英语：Movement for Democratic Renewal and Development）
- 人民联合民主运动
- 加彭 加蓬进步党（英语：Gabonese Progress Party）
- 联合民主党
- 争取格鲁吉亚发展社会民主人士（英语：Social Democrats for the Development of Georgia）
- 大会人民党
- 几内亚和佛得角非洲独立党
- 伊朗 伊朗库尔德斯坦民主党
- 伊朗 伊朗库尔德斯坦科马拉党
- 巴勒斯坦 巴勒斯坦民族倡议
- 巴勒斯坦 巴勒斯坦人民斗争阵线
- 西撒哈拉 萨基亚阿姆拉和里奥德奥罗人民解放阵线
- 聖多美和普林西比 圣多美和普林西比解放运动—社会民主党
- 叙利亚 民主联盟党
- 多哥 非洲人民民主公约（英语：Democratic Convention of African Peoples）
- 乌克兰 乌克兰社会民主党

### 觀察员黨
- 斯威士兰民主党（英语：Swazi Democratic Party）
- 愛爾蘭 工党
- 肯尼亚劳动党
- 科索沃 自决运动
- 賴索托 莱索托争取民主大会（英语：Lesotho Congress for Democracy）
- 塞爾維亞 塞尔维亚社会民主党（英语：Social Democratic Party of Serbia）
- 索馬利蘭 正义和福利党
- 英国 工党
- 英国 社会民主工党

## 前成员（部分）
- 阿尔巴尼亚－阿尔巴尼亚社会民主党
- 安道尔－新民主
- 安地卡及巴布達－安提瓜工党
- 阿根廷－人民社会党
- 阿鲁巴－人民选举运动
- －澳大利亚工党
- 奥地利－奥地利社会民主党
- －巴巴多斯工党
- 比利时－社会党
- 比利时－不同社会党
- －进步力量民主联盟
- －独立社会民主人士联盟
- －博茨瓦纳全国阵线
- 玻利维亚－革命左翼运动
- 保加利亚－保加利亚欧洲左翼
- 布吉納法索－争取民主和进步党/社会党
- －布隆迪争取民主阵线
- 加拿大－平民合作联盟
- 加拿大－新民主党
- 中非－争取民主和社会进步运动
- －象牙人民阵线
- 哥伦比亚－替代民主极点
- 哥伦比亚－M-19民主联盟
- 丹麦－社会民主党
- 多米尼克－多米尼克工党
- 埃及－民族民主党
- 薩爾瓦多－民主党
- 爱沙尼亚－社会民主党
- 斐济－斐济工党
- －格鲁吉亚公民联盟
- 德国－德国社会民主党
- 格陵兰－前进
- －社会民主融合
- 海地－民主运动全国大会党
- 海地－革命进步民族主义党
- 匈牙利－匈牙利社会民主党
- 冰島－社会民主党
- 冰島－联盟—冰岛社会民主党
- 伊朗－伊朗社会主义者联盟
- 義大利－左翼民主党
- 義大利－左翼民主人士
- 義大利－意大利社会党
- 義大利－意大利民主社会党
- 日本－民社党
- 约旦－约旦左翼民主党
- －“阿塔-梅肯”社会党
- 拉脫維亞－拉脱维亚社会民主工人党
- 拉脫維亞－社会民主党“和谐”
- 北馬其頓－马其顿社会民主联盟
- 马达加斯加－争取民族团结党
- 马来西亚－马来亚劳工党
- 马来西亚－民主行動黨
- 馬爾他－工党
- 摩尔多瓦－摩尔多瓦社会民主党
- 纳米比亚－民主人士大会
- 荷蘭－工党
- 新西兰－新西兰工党
- 尼加拉瓜－桑地诺民族解放阵线
- 北越－越南社会党
- 挪威－工党
- 巴拉圭－国家团结党
- 巴拉圭－二月革命党
- 菲律賓－菲律宾民主社会党
- 菲律賓－联合公民行动党
- 波蘭－劳动联盟
- 波蘭－波兰共和国社会民主党
- 波蘭－民主左翼联盟
- 羅馬尼亞－民主党
- 俄羅斯－俄罗斯社会民主党
- 俄羅斯－公正俄罗斯—爱国者—为了真理
- 圣卢西亚－进步工党
- 圣卢西亚－圣卢西亚工党
- 圣基茨和尼维斯－圣基茨和尼维斯工党
- －圣文森特工党
- －团结工党
- 塞爾維亞－社会民主党
- 新加坡－人民行动党
- 斯洛伐克－民主左翼党
- 斯洛伐克－斯洛伐克社会民主党
- 斯洛維尼亞－斯洛文尼亚民主党
- 斯洛維尼亞－社会民主党
- 瑞典－瑞典社会民主工人党
- 瑞士－瑞士社会民主党
- 多哥－非洲人民民主大会
- 突尼西亞－宪政民主联盟
- 突尼西亞－人民团结运动
- 土耳其－民主左翼党
- 土耳其－民主人民党
- 土耳其－社会民主党
- 土耳其－社会民主民粹主义党
- 乌克兰－乌克兰社会党
- 美国－美国社会民主党
- 美国－美国民主社会主义者
- 乌拉圭－争取人民政府党
- 委內瑞拉－争取社会民主

## 兄弟組織
- 国际猎鹰运动—社会主义教育国际
- 社会主义国际妇女

## 联系组织
- 阿拉伯社会民主论坛
- 欧洲-拉丁美洲进步和社会主义议员论坛
- 社会主义和民主出版社国际联合会
- 国际犹太劳工联盟（英语：International Jewish Labor Bund）
- 国际劳工体育联盟
- 宗教社会主义者国际联盟
- 国际社会民主教育联盟
- 世界劳工锡安主义运动
- 国际事务全国民主研究所
- 欧洲社会党
- 拉丁美洲议会社会民主党团

## 外部連結
- 官方网站
- http://www.xun6.com/file/d924dfab3/.html[ 《社会民主主义导论》 - (德) 托马斯·迈尔 （简体中文）] （页面存档备份，存于）
- 社会党国际的内部分裂及其原因与评价